# Crusea parviflora
Crusea parviflora är en måreväxtart som beskrevs av William Jackson Hooker och George Arnott Walker Arnott. Crusea parviflora ingår i släktet Crusea och familjen måreväxter. Inga underarter finns listade i Catalogue of Life.